# Масумех Ебтекар
Масумех Ебтекар (перс. ممعصومه ابتکار) — політична і державна діячка Ірану. З 2013 року обіймає посаду віцепрезидента Ірану з питань жінок і сімейних справ.

## Життєпис
Народилася 21 вересня 1960 року в іранському місті Тегерані, вчилася в середній школі в Сполучених Штатах Америки. Вищу освіту Масумех отримала в Ірані, захистивши докторський ступінь з імунології. 1979 року Масумех Ебтекар була прессекретаркою для студентів, які взяли в заручники дипломатів в американському посольстві. Преса дала їй прізвисько «Мері». 1981 року Мохаммад Хатамі призначив її редактором англомовної газети «Kayhan International». Хатамі сам керував газетою до свого призначення на посаду міністра культури Ірану в 1982 році.
1997 року Мохаммад Хатамі переміг на президентських виборах в Ірані й призначив Масумех Ебтекар віцепрезидентом країни, вона стала першою жінкою яка зайняла цю посаду. У грудні 2002 року Масумех була однією із засновників Жіночої партії Ірану, поряд з іншими відомими жінками цієї країни. Партія є одним з підрозділів Ісламського іранського фронту участі. Масумех Ебтекар вживала заходів щодо боротьби із забрудненням повітря в Тегерані й усуненням екологічних проблем в Перській затоці. У 2005 році на президентських виборах в Ірані переміг Махмуд Ахмадінежад і Масумех Ебтекар була знята з посади віцепрезидента країни.
2013 року на президентських виборах в Ірані переміг Хасан Рухані й Масумех Ебтекар обійняла посаду віцепрезидента країни вдруге. У грудні 2016 року вона дала інтерв'ю телеканалу Аль-Джазіра про роль Ірану в Сирійській громадянській війні.

## Нагороди
Ебтекар була названа однією із семи чемпіонів Землі 2006 року в межах програми навколишнього середовища Організації Об'єднаних Націй як видатна і наснажлива екологічна лідерка, що вплинула на політику в регіоні.
2012 року видання The Muslim500 назвало Ебтекар однією із 500 найвпливовіших мусульман світу.
29 листопада 2014 року Ебтекар виграла італійську нагороду Мінерва за її наукові досягнення і успішну кар'єру на політичній арені.
У травні 2016 року Ебтекар була нагороджена почесним ступенем доктора в галузі політичної науки, Університетом іноземних мов Ханґук, Сеул, Корея.